# نخستین شلیک (فیلم ۱۹۹۳)
نخستین شلیک (به انگلیسی: First Shot) یک فیلم سینمایی هنگ کنگی جنایی محصول سال ۱۹۹۳ به تهیه کنندگی و کارگردانی دیوید لام با بازی تی لونگ، مگی چانگ، سیمون یام، ویز لی، کانتی لاو و اندی هویی است. این فیلم داستان وقایعی است که منجر به شکل‌گیری ICAC در هنگ کنگ در سال ۱۹۷۴ شد.